# 津久井教生
津久井教生（1961年3月27日—）是于日本东京都出生的男性声优，所属于81 Produce，血型为A型。
2019年10月1日，津久井宣布他被诊断出患有肌萎缩性脊髓侧索硬化症。2023年2月17日，他宣布因气管切开术而失声。

## 演出作品

### 電視動畫
1983年
- 太陽之子（兵士）

1989年
- 衝鋒四驅郎（地味貢二）
- 麵包超人（蝙蝠〈第1代〉、青蛙龍〈第1代〉、夏洛君〈第1代〉、汙垢輪輪、春菊先生〈第1、3代〉、壽包君）

1990年
- 櫻桃小丸子（關口慎志、川田守、山根的父親 等）
- 黑色推銷員（坊谷、產名八太、伴護保）

1992年
- 蠟筆小新（櫻木、雙葉商事的男職員、道路標誌哥哥、認識的大哥哥、間直走郎）

1993年
- 哆啦A夢(大山羨代版)（社長的小兒子）

1994年
- 機動武鬥傳G GUNDAM（米凱洛·查里奧特）

1995年
- 小紅豆（坂口誠）
- 芳鄰物語（西野二郎）

1997年
- 夢之蠟筆王國（鈴鐺車掌 等）

1998年
- 危險調查員（學生、男客人）

1999年
- 小魔女Doremi（妹尾幸治、薩巴托雷、魔法師世界國王、先王、將軍 等）
- 怪博士與機器娃娃（馬吉特）
- 金田一少年之事件簿（本多影行、赤澤次郎）
- 布布恰恰（瑪麗的爸爸、波比）

2003年
- 名侦探柯南（富樫順司）
- 薔薇少女（聞聞偵探、拉普拉斯之魔／白崎、教師）

2004年
- 冒險王比特（班喬拉、東加）

2005年
- 怪醫黑傑克（一之關和男〈阿一〉）

2006年
- 飛天小女警Z（經紀人）

2007年
- 鬼太郎第5期（伸上妖）

2008年
- Keroro軍曹（第一名之男）

2009年
- GA 藝術科美術設計班（外間巧真）
- 名偵探柯南（直木司郎）

2010年
- 名偵探柯南（西谷直也）

2011年
- 偶像大師（節目導演）
- 忍者亂太郎（樂呂須太夫 / 三角太郎、門番、斗奮四郎志兵衛）

2013年
- 玉子市場（兔湯〈湯本長治〉）
- Fantasista Doll（三笠凜人[3]）
- 新獵人（弗拉塔、斃轟、巴羅）

2015年
- 放學後桌遊俱樂部（奈奈子的父親）

2016年
- 名侦探柯南 （王見現 #816）

### 特攝片
2003年
- 爆龍戰隊暴連者（八手電話鱷）

2008年
- 炎神戰隊轟音者（鱷魚拖車）

### 劇場版動畫
2014年
- 玉子愛情故事（兔湯〈湯本長治〉）

### 廣播劇CD
- 棺材、旅人、怪蝙蝠（千）

## 外部連結
- KYOUSEI ISLAND（津久井教生的个人网站）
- 81 Produce网站内的津久井教生个人档案
- 津久井《工房や》教生的X（前Twitter）